# Championnats du monde de ski nordique 2005

Logo

Les Championnats du monde de ski nordique 2005 se sont déroulés à Oberstdorf, en Allemagne, du 16 février au 27 février.

## Podiums par épreuves

### Ski de fond

#### Hommes
| Épreuve                            | Or                                                                            | Argent                                                                          | Bronze                                                                              |
| ---------------------------------- | ----------------------------------------------------------------------------- | ------------------------------------------------------------------------------- | ----------------------------------------------------------------------------------- |
| 17 février : 15 km H               | Pietro Piller Cottrer                                                         | Fulvio Valbusa                                                                  | Tore Ruud Hofstad                                                                   |
| 20 février : 2 × 15 km poursuite H | Vincent Vittoz                                                                | Giorgio di Centa                                                                | Frode Estil                                                                         |
| 22 février : sprint classique H    | Vassili Rotchev                                                               | Tor Arne Hetland                                                                | Thobias Fredriksson                                                                 |
| 24 février : relais 4 × 10 km H    | Norvège - Odd-Bjørn Hjelmeset - Frode Estil - Lars Berger - Tore Ruud Hofstad | Allemagne - Jens Filbrich - Andreas Schlütter - Tobias Angerer - Axel Teichmann | Russie - Nikolaï Pankratov - Vassili Rotchev - Eugeni Dementiev - Nikolai Bolchakov |
| 25 février : sprint par équipes H  | Norvège - Tore Ruud Hofstad - Tor Arne Hetland                                | Allemagne - Jens Filbrich - Axel Teichmann                                      | République tchèque - Dušan Kožíšek - Martin Koukal                                  |
| 27 février : 50 km h               | Frode Estil                                                                   | Anders Aukland                                                                  | Odd-Bjørn Hjelmeset                                                                 |

#### Femmes
| Épreuve                             | Or                                                                                   | Argent                                                                                                | Bronze                                                                              |
| ----------------------------------- | ------------------------------------------------------------------------------------ | --- | ----------------------------------------------------------------------------------- |
| 17 février : 10 km F                | Kateřina Neumannová                                                                  | Julija Tchepalova                                                                                     | Marit Bjørgen                                                                       |
| 19 février : 2 × 7,5 km poursuite F | Julija Tchepalova                                                                    | Marit Bjørgen                                                                                         | Kristin Stormer Steira                                                              |
| 21 février : Relais 4 × 5 km F      | Norvège - Vibeke Skofterud - Hilde Pedersen - Kristin Stormer Steira - Marit Bjørgen | Russie - Larisa Kurkina - Natalia Baranova-Masolkina - Evgenia Medvedeva-Abruzova - Julija Tchepalova | Italie - Gabriella Paruzzi - Antonella Confortola - Sabina Valbusa - Arianna Follis |
| 22 février : sprint classique F     | Emelie Öhrstig                                                                       | Lina Andersson                                                                                        | Sara Renner                                                                         |
| 25 février : sprint par équipes F   | Norvège - Hilde Pedersen - Marit Bjørgen                                             | Finlande - Riitta Liisa Lassila - Pirjo Manninen                                                      | Russie - Julija Tchepalova - Alena Sidko                                            |
| 26 février : 30 km F                | Marit Bjørgen                                                                        | Virpi Kuitunen                                                                                        | Natalia Baranova-Masolkina                                                          |

### Saut à ski
| Épreuve                       | Or                                                                                    | Argent                                                                        | Bronze                                                                          |
| ----------------------------- | ------------------------------------------------------------------------------------- | ----------------------------------------------------------------------------- | ------------------------------------------------------------------------------- |
| 19 février : K90              | Rok Benkovic                                                                          | Jakub Janda                                                                   | Janne Ahonen                                                                    |
| 20 février : K90 par équipes  | Autriche - Wolfgang Loitzl - Andreas Widhölzl - Thomas Morgenstern - Martin Höllwarth | Allemagne - Michael Neumayer - Martin Schmitt - Michael Uhrmann - Georg Späth | Slovénie - Primož Peterka - Jure Bogataj - Rok Benkovič - Jernej Damjan         |
| 25 février : K 120            | Janne Ahonen                                                                          | Roar Ljøkelsøy                                                                | Jakub Janda                                                                     |
| 26 février : K120 par équipes | Autriche - Wolfgang Loitzl - Andreas Widhölzl - Thomas Morgenstern - Martin Höllwarth | Finlande - Risto Jussilainen - Tami Kiuru - Matti Hautamäki - Janne Ahonen    | Norvège - Bjørn Einar Romøren - Sigurd Pettersen - Lars Bystøl - Roar Ljøkelsøy |

### Combiné nordique
| Épreuve                  | Or                                                                        | Argent                                                                              | Bronze                                                                        |
| ------------------------ | ------------------------------------------------------------------------- | ----------------------------------------------------------------------------------- | ----------------------------------------------------------------------------- |
| 18 février : Individuel  | Ronny Ackermann                                                           | Bjoern Kircheisen                                                                   | Felix Gottwald                                                                |
| 23 février : par équipes | Norvège - Petter Tande - Håvard Klemetsen - Magnus Moan - Kristian Hammer | Allemagne - Sebastian Haseney - Georg Hettich - Bjoern Kircheisen - Ronny Ackermann | Autriche - Michael Gruber - Christoph Bieler - David Kreiner - Felix Gottwald |
| 27 février : sprint      | Ronny Ackermann                                                           | Magnus Moan                                                                         | Kristian Hammer                                                               |

## Récapitulatif des médailles par pays
| Rang | Nations            | Médaille d'or, Coupe du Monde | Médaille d'argent, Coupe du Monde | Médaille de bronze, Coupe du Monde | Total |
| ---- | ------------------ | ----------------------------- | --------------------------------- | ---------------------------------- | ----- |
| 1    | Norvège            | 7                             | 5                                 | 7                                  | 19    |
| 2    | Allemagne          | 2                             | 4                                 | 1                                  | 7     |
| 3    | Russie             | 2                             | 2                                 | 3                                  | 7     |
| 4    | Autriche           | 2                             | 1                                 | 1                                  | 4     |
| 5    | Finlande           | 1                             | 3                                 | 1                                  | 5     |
| 6    | Italie             | 1                             | 2                                 | 1                                  | 4     |
| 7    | République tchèque | 1                             | 1                                 | 2                                  | 4     |
| 8    | Suède              | 1                             | 1                                 | 1                                  | 3     |
| 9    | Slovénie           | 1                             | 0                                 | 1                                  | 2     |
| 10   | France             | 1                             | 0                                 | 0                                  | 1     |
| 11   | Canada             | 0                             | 0                                 | 1                                  | 1     |